# باسكال كوفمان
باسكال كوفمان هوعالم أعصاب ورائد أعمال سويسري ومؤسس شركة «ستارمايند» السويسرية التي تعمل على تطوير ذكاء اصطناعي قادر على مساعدة الموظفين في الشركات الكبيرة على التواصل مع بعضهم البعض، ولد في 19 مارس 1979 في زيورخ في سويسرا.